# Sarkézština
Sarkézština (též sarkská normanština, sarksky Sérčê, nebo Serkyee, anglicky Sarkese) je dialekt normanského jazyka, používaný na ostrově Sark.
Sarkézština má ve skutečnosti původ v jerseyštině ze 16. století používané osadníky, kteří přišli právě z ostrova Jersey, kteří se usadili na v té době neobydleném ostrově Sark; jejich jazyk byl však ovlivněn i guersneyštinou, kterou se mluvilo na ostrově Guernsey. Tímto jazykem (dialektem) stále mluví starší obyvatelé ostrova. Fonologie si zachovala rysy jerseyštiny ze 16. století. Většina místních názvů je v sarkézštině.
Používání jazyka upadá i v důsledku přílivu přistěhovalců z Anglie a zanedbávání ze strany oficiálních úřadů.
Sarkézština je blízká zaniklé alderneyštině a také kontinentální normanštině.

## Klasifikace a oficiální postavení
Sarkézština je nejčastěji klasifikována jako dialekt normanštiny (románský jazyk oïlské skupiny). Sarkézština se vyvinula z jerseyštiny, kterou v 16. století mluvili první osadníci do té doby neobydleného ostrova Sark, přičemž byl v následujících letech jazykově především pod vlivem normanského dialektu ostrova Guernsey (guernseyština). Na rozdíl od zbylých normanských ostrovů měla na Sarku od 16. století (až do začátku 20. století) velký význam spisovná francouzština užívaná jako úřední jazyk, který ovlivňoval i místní normanštinu.
Ostrovy Jersey a Guernsey mají zastoupení na British-Irish Council a v tomto smyslu jsou tamější normanské jazyky uznávány jako regionální jazyky. Sarkézština toto postavení nemá, nicméně je doloženo užití sarkézštiny pány ze Sarku pro oficiální komunikaci s britskou královskou rodinou v roce 1981.

## Fonologie
Sarkézština nemá znělé dentální souhlásky, které jsou charakteristické pro St. Ouen na Jersey, odkud přišla většina přistěhovalců.
V druhé polovině 19. století se sarkézština postupně měnila, z čehož dnes můžeme zaznamenat až 40 idiolektů. Dvojhlásky jsou nejdůležitějším faktorem, který ovlivňuje výslovnost. Není jasné, jak jednotlivá slova vyslovit, neboť mají několik možných výslovností podle toho, kde jsou ve větě položená. Je potřeba je kodifikovat, jelikož ani sami rodilí mluvčí nedodržují všechna pravidla.

## Současnost
Jazykem k roku 2022 mluví 3 rodilí mluvčí. O konzervaci a renesanci jazyka se pokouší lingvista Martin Neudörfl. Činí tak prostřednictvím výuky dětí a dospělých na školách.

## Psaný jazyk
Uživatelé jazyka užívají latinku, nicméně i přes doložené památky jazyka z 19. až 21. století neexistuje jediná všeobecně přijímaná ortografická norma.
První psaný doklad jazyka je podobenství o rozsévači z Evangelia podle Matouše, které zapsal roku 1862 srovnávací lingvista Louis Lucien Bonaparte.
V letech 2002–2006 vycházel měsíčník v sarkézštině La Vouair de Sercq.
Normanská edice Wikipedie obsahuje texty v sarkézštině.